# Alphitobius laevigatus
Alphitobius laevigatus är en skalbaggsart som först beskrevs av Fabricius 1781.  Alphitobius laevigatus ingår i släktet Alphitobius och familjen svartbaggar. Arten förekommer tillfälligt i Sverige, men reproducerar sig inte. Inga underarter finns listade i Catalogue of Life.

## Bildgalleri

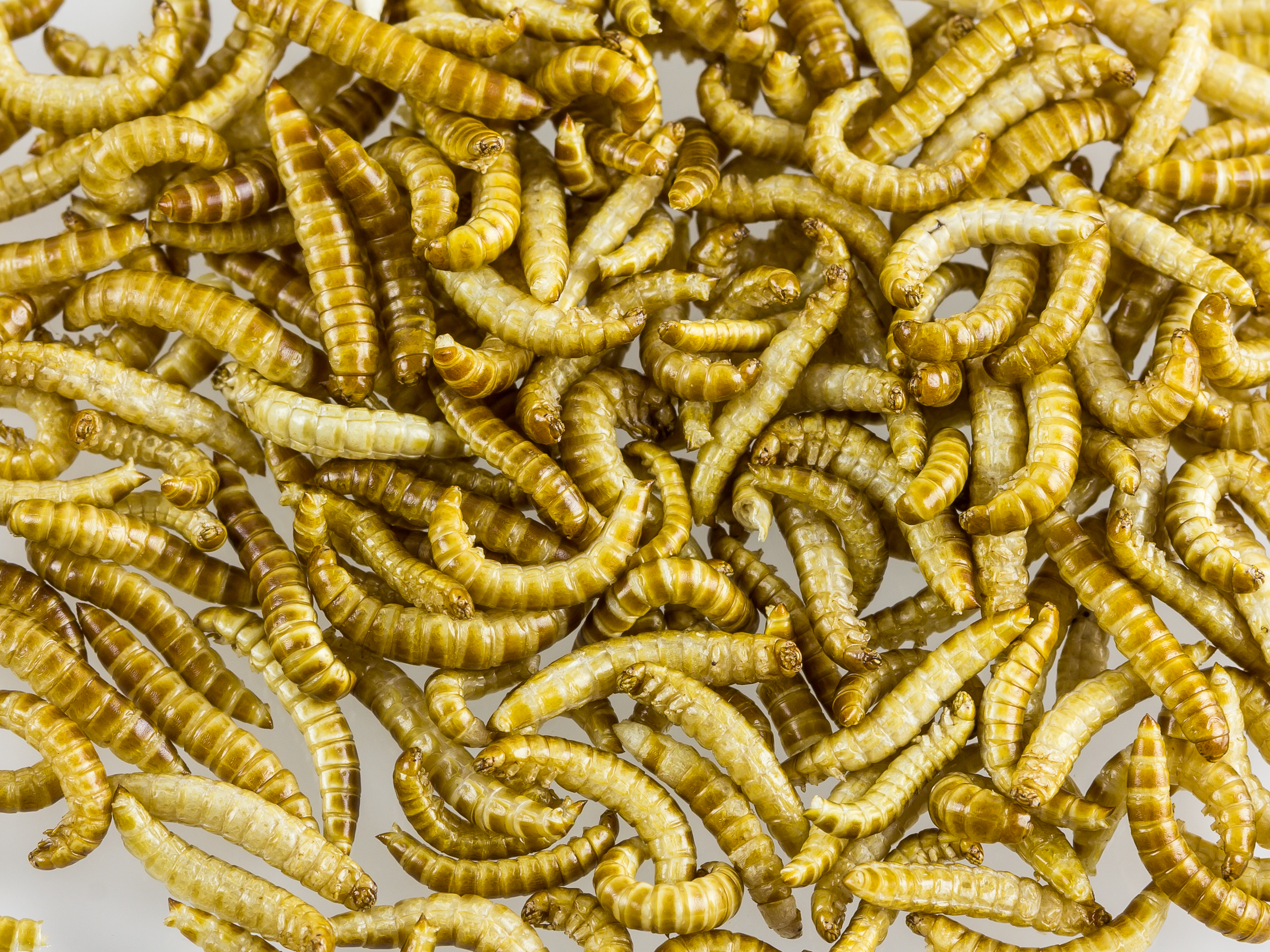